# زينات صدقي
زينات صدقي (4 مايو 1912  - 2 مارس 1978)، ممثلة مصرية.

## عن حياتها
ولدت في حي الجمرك في مدينة الإسكندرية، درست في «معهد أنصار التمثيل والخيالة» الذي تأسس من قبل الفنان زكي طليمات في الإسكندرية لكن والدها منعها من إكمال دراستها وقام بتزويجها ولم يستمر الزواج لأكثر من عام، بدأت حياتها الفنية كمغنية في بعض الفرق الفنية، شاهدها الفنان نجيب الريحاني وعرض عليها دورا في مسرحية له، وأطلق عليها اسم زينات حيث تسمت باسم صديقتها المقربة «خيرية صدقي» حين أخذت منها اسم صدقي، وكانت القاسم المشترك في دور سليطة اللسان أو الخادمة أو المرأة بنت البلد في عدد الأفلام المصرية.
عملت مع معظم الممثلين الكبار في تلك الفترة منهم يوسف وهبي وإسماعيل ياسين وشادية وعبد الحليم حافظ وأنور وجدي، بل أن الأفلام التي شاركت في بطولتها تجاوزت 400 فيلم.
بعد أن اكتسحت مجال الكوميديا النسائية، مع عدد قليل من «نجمات السينما المصرية» مثل ماري منيب ووداد حمدي في فترة ستينيات القرن العشرين. كرمها أنور السادات في عيد الفن عام 1976.

### وفاتها
ومع ذلك فقد لازمتها ظروفها القاسية حتى اللحظات الأخيرة من حياتها بعد أن أصيبت بماء على الرئة، وقبل وفاتها لم تقدم أي عمل طوال 6 أعوام إلا فيلما واحدا هو بنت اسمها محمود عام 1975، توفيت في 2 مارس 1978 في القاهرة.
في عام 2009 جسدت الفنانة بدرية طلبة شخصيتها في مسلسل أبو ضحكة جنان عن حياة الفنان إسماعيل ياسين

## أعمالها
| السنة | الفيلم |
| ----- | --- |
| 1936  | بسلامته عايز يتجوز |
| 1937  | وراء الستار |
| 1938  | بحبح باشا - ساعة التنفيذ - شيء من لا شيء |
| 1939  | ثمن السعادة |
| 1940  | تحت السلاح |
| 1942  | ممنوع الحب |
| 1943  | نداء القلب - البؤساء |
| 1944  | برلنتي - تحيا الستات - أما جنان |
| 1945  | أحلاهم - الأم - الحب الأول - الحياة كفاح - بين نارين - جمال ودلال - شهر العسل - قصة غرام - كازينو اللطافة |
| 1946  | عروسة للإيجار - الدنيا بخير |
| 1947  | الستات عفاريت - شبح نص الليل |
| 1948  | اللعب بالنار - آه يا حرامي - بنت حظ - حب وجنون - صاحبة العمارة - عنبر |
| 1949  | أحبك أنت - أسير العيون - المجنونة - شارع البهلوان - عفريتة هانم - عقبال البكاري - ليلة العيد - غزل البنات - هدى |
| 1950  | الآنسة ماما - البطل - العقل زينة - المليونير - أنا وأنت - آه من الرجالة - بلدي وخفة - دموع الفرح - محسوب العائلة - غرام راقصة - ياسمين |
| 1951  | البنات شربات - الصبر جميل - بلد المحبوب - تعال سلم - فايق ورايق - قطر الندى - من غير وداع - نهاية قصة |
| 1952  | المنتصر - بيت النتاش- شم النسيم - عايزة أتجوز - عشرة بلدي - من أين لك هذا - يا حلاوة الحب |
| 1953  | أقوى من الحب - الحرمان - الدنيا لما تضحك - اللقاء الأخير - المرأة كل شيء - أنا وحبيبي - بعد الوداع - بنت الأكابر - بنت الهوى - بيني وبينك - دهب - ظلموني الحبايب - عفريت عم عبده - لسانك حصانك - ماليش حد - مليون جنيه - موعد مع الحياة - نساء بلا رجال                                                                            |
| 1954  | أربع بنات وضابط - الأنسة حنفي - إلحقوني بالمأذون - الستات مايعرفوش يكدبوا - العمر واحد - المحتال - الملاك الظالم - أنا الحب - بنات حواء - تاكسي الغرام - تحيا الرجالة - حسن ومرقص وكوهين - خليك مع الله - دلوني يا ناس - شرف البنت - عزيزة - عفريتة إسماعيل يس - علشان عيونك - فالح ومحتاس - قلوب الناس - ليلة من عمري - نور عيوني |
| 1955  | السعد وعد - إني راحلة - أيامنا الحلوة - عرايس في المزاد - ضحايا الإقطاع - مدرسة البنات - نهارك سعيد - كابتن مصر - فجر |
| 1956  | إسماعيل يس في البوليس - القلب له أحكام - صاحبة العصمة - الأرملة الطروب - حب وإنسانية |
| 1957  | ابن حميدو - إسماعيل يس في الأسطول - إسماعيل يس في جنينة الحيوانات - تمر حنة - الكمساريات الفاتنات - أنت حبيبي - الست نواعم |
| 1958  | الشيطانة الصغيرة - أبو عيون جريئة - إسماعيل يس في مستشفى المجانين - إسماعيل يس طرزان - شارع الحب - حبيب حياتي - سلم ع الحبايب |
| 1959  | إسماعيل يس بوليس سرى - العتبة الخضراء - المليونير الفقير - عريس مراتي - عودة الحياة |
| 1960  | بين إيديك - حلاق السيدات - بنات بحري - حب في حب |
| 1961  | مافيش تفاهم |
| 1962  | دنيا البنات - قاضي الغرام - جمعية قتل الزوجات |
| 1963  | المجانين قي نعيم - جواز في خطر |
| 1965  | الجبل |
| 1966  | رجل وامرأتان |
| 1967  | معبودة الجماهير |
| 1968  | أشجع رجل في العالم - السيرك |
| 1970  | السراب |
| 1975  | بنت اسمها محمود |

## روابط خارجية
- زينات صدقي على موقع IMDb (الإنجليزية)
- زينات صدقي على موقع الدهليز
- زينات صدقي على موقع قاعدة بيانات الأفلام العربية
- زينات صدقي على موقع قاعدة بيانات الفيلم (الإنجليزية)